# Otto Wilhelm Hermann von Abich
Otto Wilhelm Hermann von Abich (ur. 11 grudnia 1806 w Berlinie, zm. 1 lipca 1886 w Wiedniu) – niemiecki geolog, od 8 stycznia 1853 członek zwyczajny, a od 14 stycznia 1866 członek honorowy Rosyjskiej Akademii Nauk.
Studiował nauki przyrodnicze w Berlinie. W 1842 został profesorem geologii i mineralogii na Uniwersytecie w Dorpacie.